# Nikolaj Semënovič Tichonov
Nikolaj Semënovič Tichonov (San Pietroburgo, 4 dicembre 1896 – Mosca, 8 febbraio 1979) è stato uno scrittore sovietico.
Continuatore degli acmeisti, che erano oppositori del simbolismo, dopo aver combattuto nell'Armata Rossa, esordì come poeta nel gruppo cosiddetto dei Fratelli di Serapione.
Nelle prime raccolte, L'orda, del 1922 e L'idromele, del 1922, figurano vibranti e romantiche liriche e ballate sui temi della guerra civile, risolte in un linguaggio di lucida chiarezza e concretezza.
Spentosi lo spirito di avventura di quegli anni, Tichonov lo cercò ancora in esotici paesaggi del Caucaso e dell'Asia centrale ai quali dedicò racconti e bozzetti scritti in una prosa tersa e vivida, quali, ad esempio, L'uomo avventuroso, del 1927 e I nomadi, del 1931.
In L'ombra dell'amico, del 1936, la ricostruzione socialista viene esaltata con accenti simili a quelli che predominano nella poesia di Majakovskij.

## Opere
- Orda - "L'orda", 1920-21.
- Braga -  "L'idromele", 1921-22, in cui ricorre di preferenza alla forma della ballata inglese.
- Licom k licu - "Faccia a faccia", 1924.
- Poiski geroja - "In cerca di un eroe", 1927.
- Ten' druga - "L'ombra dell'amico", 1936.
- Riskovannyj celovek - "L'uomo azzardoso", 1927.
- Kocevniki - "I nomadi", 1930.
- Vecnyj tranzit - "Il transito eterno", 1934.
- Leningradskie rasskazy - "Racconti di Leningrado", 1942-43.
- Rasskazy o Pakistane - "Racconti intorno al Pakistan", 1950.
- Šest' kolonn - "Sei colonne", 1968.